# 自修复材料
自修复材料是一类拥有结构上自愈合能力的智能材料，这种能力能修复由于长期的机械使用所造成的损害。发明这种材料的灵感源于在受伤后能自我修复的生物系统。从肉眼可见的裂缝到显微镜才能观察到的损伤，这一切都会改变材料的热学、力学乃至声学性能。最严重的情况可能会使整个材料报废。尽管人们习惯于用双手修理损伤，但是很多的损伤是肉眼不可见的。然而，这世界上已经有一些材料具备了自修复功能，比如一些高分子和陶瓷材料。在经过一系列的不同的工艺过程后，它们能修复自身的损伤。这样的材料能够在降解之前使用更长的时间，甚至可以减少由于材料报废而造成的损失。对于一种能够被称为自修复的材料，它的修复过程必须是不需要人参与的。

## 高分子材料分解
高分子降解从分子角度来说，传统的高分子由于物理压力导致单键的断裂。尽管新型高分子还有其他的分解方式，传统高分子一般是均裂或者异裂。决定高分子断裂方式的因素有：机械压力的类型、高分子的化学组成、溶解的程度以及溶剂的类型、温度。从大分子的角度来说，分子层面上的损伤会导致更大程度的微裂纹。微裂纹的产生是由与邻近高分子链的断裂，这样的最终结果是高分子整体性能的下降。

### 均裂

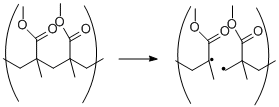
图示 1. 均裂 甲基丙烯酸甲酯（PMMA）

根据观察，可以看到高分子在自由基溶剂（比如DPPH或者PMNB）的作用下发生均裂。当一个键发生均裂的时候，会产生两个自由基。它们可以重新结合来修复损伤或者引发其他均裂。

### 异裂

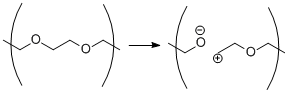
图示 2 乙二醇的异裂

通过同位素标记实验，也可以观察到自由基的异裂。当键发生异裂的时候，会同时生成阳离子和阴离子自由基。它们可以重新结合或者被溶剂种植，又或者可以和周边的高分子反应。

### 可逆的断键
特定的高分子在机械外力的作用下会产生一种反常的行为。拥有狄尔斯－阿尔德结构基础的高分子会发生一种可逆的成环反应。当外力使得两个单键断裂时，一个新的π键也会同时生成

### 超分子的分解
超分子是一系列单体由非共价力结合起来的。常见的结合方式包括氢键，金属键和范德瓦尔斯力。机械外力导致超分子之间的作用力减弱，这将导致单体分子的分离以及高分子的分解。

## 可逆的自修复材料
自修复系统是一种可以将分子恢复到原始状态的高分子层面上的系统。不论它是均聚物，低聚物或是非交联网状结构的。因为这种高分子在常温下是稳定的，所以需要一个外在的推动力来促使恢复系统工作。对于一个能自修复的材料，假如这个材料是被热损伤而想要恢复原先的组成，那么在在制造该分子的条件下它就然能恢复到它的高分子形态。

### 共价键系统

#### 狄尔斯—阿尔德反应以及反狄尔斯-阿尔德反应
在所有的自修复材料中，狄尔斯-阿尔德反应以及它的逆反应由于出色的热力学恢复性能，是最能说明这个问题的。总的来说，加入单体中含有官能团（比如呋喃或者马来酰亚胺这样的相邻双键的结构） 然后，通过狄尔斯—阿尔德反应形成高分子。这样的高分子，在加热的状况下，会分解为他的单体形式。然而，在冷却或者其它类似于先前合成的条件下，反狄尔斯—阿尔德反应会将高分子恢复到原来的形态。在过去的几十年里，有两类典型的自修复高分子被仔细研究过。
（I）一种是拥有像呋喃或者顺丁烯二酰亚胺这样能通过狄尔斯—阿尔德反应形成交联高分子的物质。
（II）通过狄尔斯—阿尔德反应形成聚合物的其他多功能单体。.

#### 交联聚合物
在这种类型的高分子中，分子通过侧基的交联而形成高分子。比如，Saegusa et al. 已经展示了一种交联高分子（乙酰基乙烯基亚胺，含有顺丁烯二酰亚胺或者呋喃羰基的官能团）这个反应在图示3。他们将两种互补的高分子混合，通过狄尔斯-阿尔德反应，在室温下得到一种交联度更高的材料。而且，这种材料要比原有材料具有更高的热稳定性。然而在80度和适当的溶剂下，这个高分子又通过狄尔斯—阿尔德反应分解成两种原料。这意味着这个聚合物已经被降解了。这在理论上也是可行的，因为加热所产生的热量足以让反应越过能垒，从而生成两种单体。冷却这两种单体或者是被降解的产物，在室温下保存7天，它们又会恢复成原来的高分子。

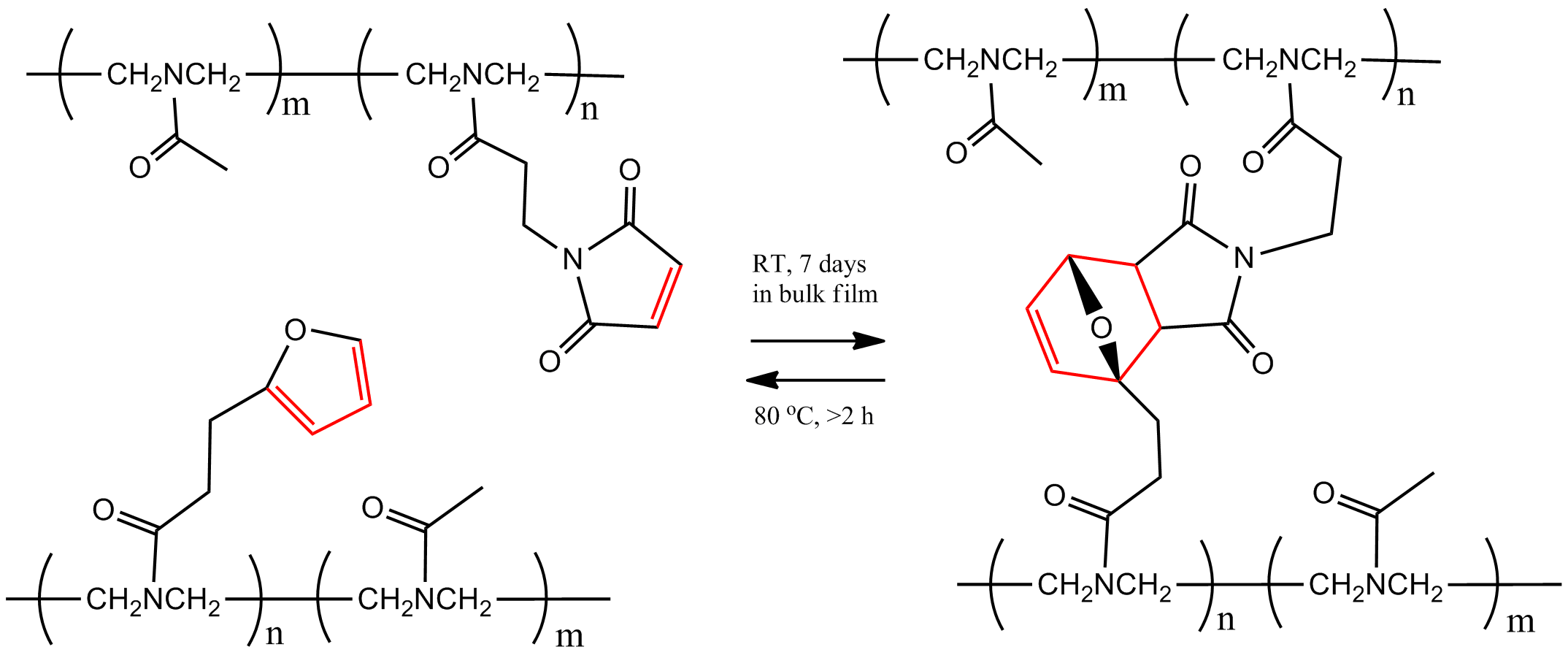
图示3 自修复高分子通过狄尔斯—阿尔德反应在呋喃或者顺丁烯二酰亚胺的条件下，发生交联。

正如Schiraldi et al.的文章中所指出这个自修复的DA/RDA反应并不仅限于那些能溶解于呋喃—顺丁烯二酰亚胺的高聚物。他们还证明这种可逆的交联高分子反应还可以发生在蒽和顺丁烯二酰亚胺的体系中。然而，该反应的逆反应只有加热到近250度的时候才能发生。

#### 多官能团单体的聚合反应
在这种高分子中，DA反应发生在分子链的主链上而不是分子链的侧基上。对于3M4F,一个在呋喃顺丁烯二酰亚胺和由DA反应逐步聚合的高分子，只有通过加热以及冷却循环才能证明它的自修复能力。这种聚合物通过DA反应加工合成，然后再在加热到120度是通过RDA反应分解。不断加热到90-120度然后降温到室温可以修复这种高分子，特别是能修复那些由于机械外力所造成的损伤。这个反应在图示4

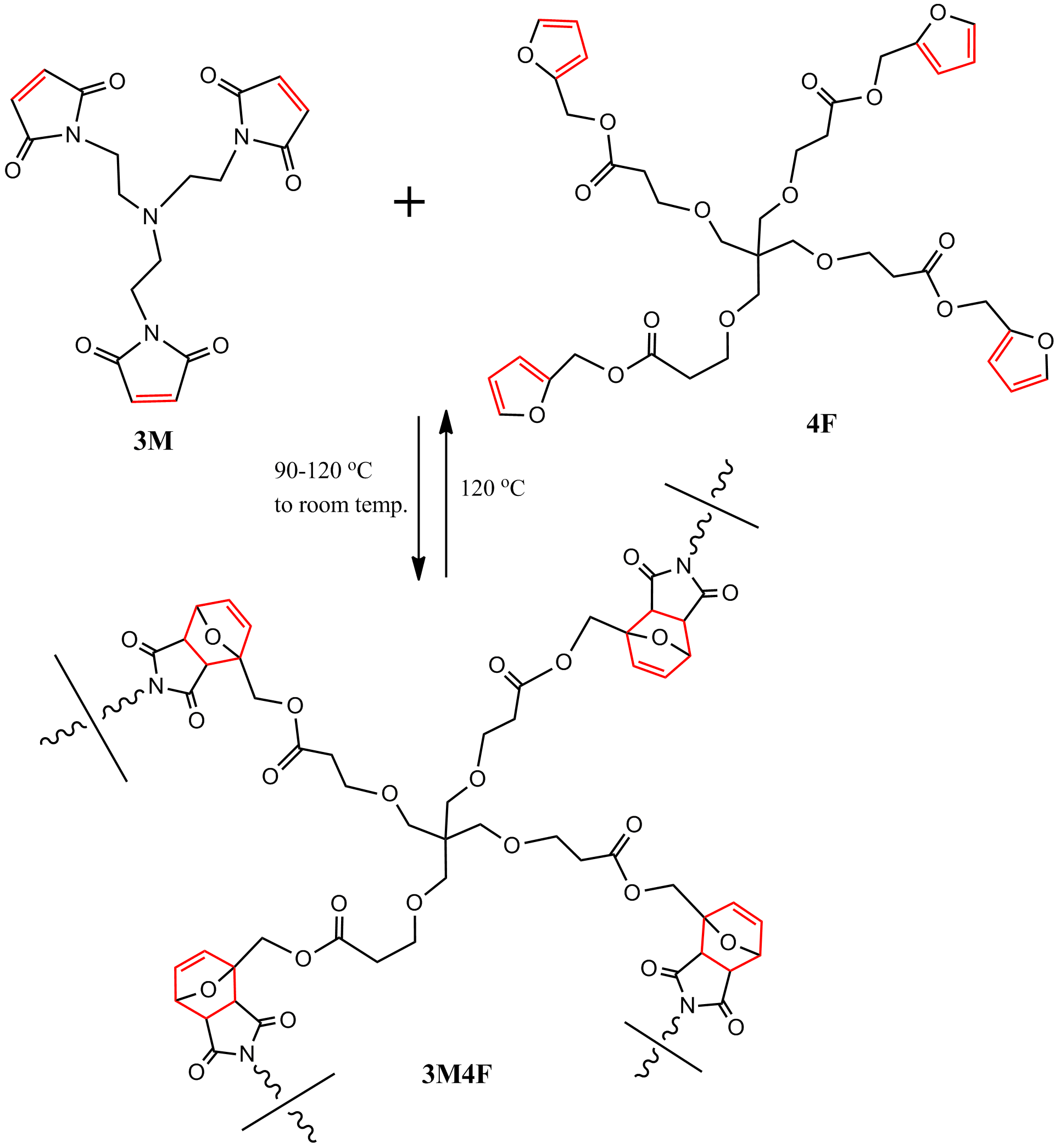
图示4 在呋喃—丁二烯二酰亚胺条件下，高分子交联网状结构的降解。

#### 硫醇类高分子
硫醇类高分子拥有二硫键，这些键可以通过氧进行连接或者断裂。在分解的情况下，二硫键断裂，高分子分解成单体。然而，在氧化的条件下，硫醇化物每个单体都能生成二硫键，交联形成高分子。Chujo et al. 已经证明这些硫醇化的可逆交联的存在。

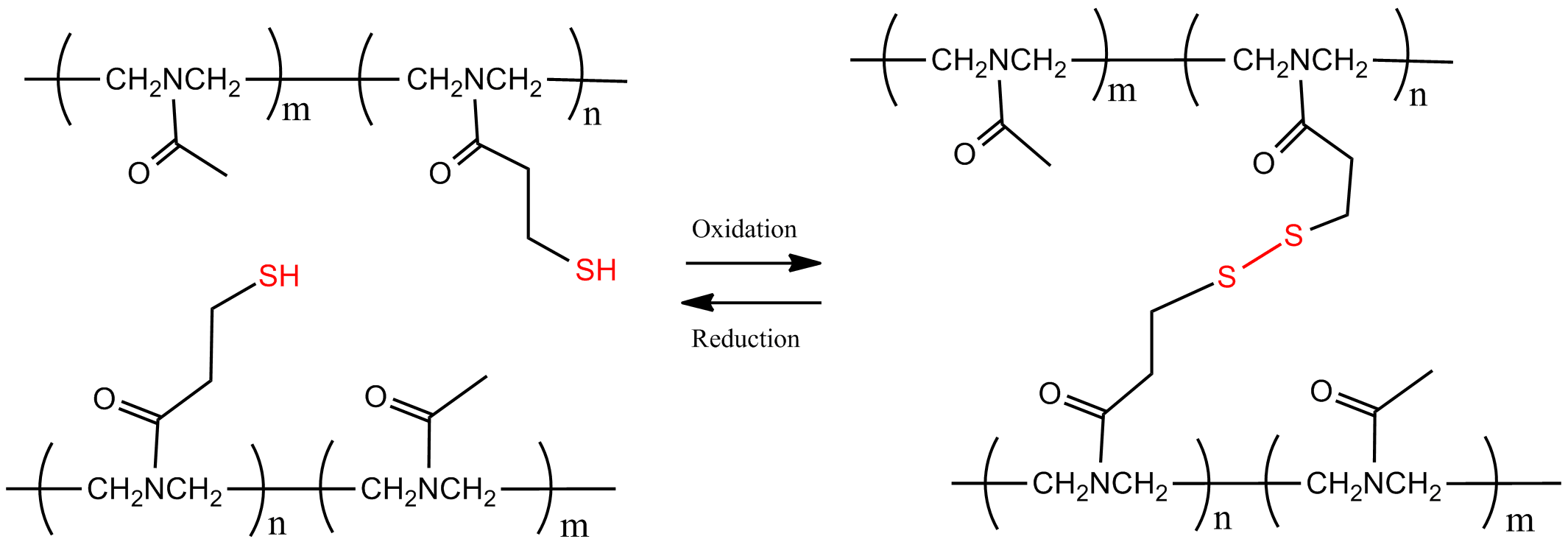
图示5 可逆交联高分子通过二硫键连接.

## 高分子自修复
高分子材料的自修复过程也和生物过程类似，分为三个步骤。在遭受到损伤后，首先是产生一个刺激或信号，这几乎是与伤害同步发生的。第二步是将迅速将材料转移到受损伤部位。第三步化学修复过程。这个机制取决于材料的本质。（聚合方法，缠结，可逆的交联）这些自修复方法可以分为三大种：胶囊状修复，管状修复，以及内修复（即可逆自修复）。这三种方法尽管表面上十分相似，但是只有当损伤发生时，其机制才能真正发挥作用。胶囊高分子将修复分子隐藏在胶囊中，只有当损伤发生时，这些分子才会释放出来。管状修复高分子将修复分子隐藏在细小的管子中，这些管道在是呈网状相连的。当一个管子被破坏时，其他分子会填充到这个网络中，形成新的网络结构。内修复材料，正如你上面所看到的并没有独立的修复结构，但是它有潜在的修复机能只有在损伤发生时才会激发的机能。
因此，在此所提到的所有例子都需要一个外在的刺激来激发高分子修复机能。（比如光或者热）。能量会输入这个系统促使高分子修复发生。这种情况并不是在所有材料上都能发生。热固性高分子，是不能重新成型的。一旦它们聚合了，容易在熔点前发生了分解。因此通过增加热量促使高分子重新聚合的方法是不可行的。因此，这种材料是不可回收的，所以对于这种材料更重要的是增加其使用寿命。

### 空心管方法
对于第一种方法，会在脆性的空心管或橡胶里镶嵌填充材料。
（这种方法已经广泛应用于现实生活中强化材料）比如橡胶强化材料，网状孔中都填充单体。当损伤发生时，管道也会裂开。其中的单体就会流出，填充到裂缝中。某些管路会填充更加结实的单体，那么裂缝就会和单体相互混合，使得裂缝得以愈合。当讨论空心管路与晶体结构的关系时，有许多因素需要考虑。首先，制造管路会破坏原有的材料的承重性能，因为材料内部高分子的移位。其次，管路的直径，延生程度，所在节点位置，方向，这些因素在制造材料之初都要考虑。材料本身可能承担不了太多的机械应力，所以需要有自修复能力。这样，才能产生更多的微管结构，以提高承重能力。有两种常见的空心管道：分离管路，内联管网。

### 独立管道
独立管道可以先单独制造，再放入材料中。在制造这些微小的管道的过程中，唯一需要考虑的因素是：管道之间靠得越近，强度就越小，但是恢复能力就越强。

将管道放入材料中，此时材料呈现一个类似三明治的结构。三明治结构的强度是非常高的，这使得材料可能作为理想的抗压材料。这种材料的强度并不逊色于管网结构，而且材料表现出良好的恢复性能。

### 内联网络
内连网络结构是更加强大的独立管路，但是制造的难度和成本也更加高昂。最基本的方法就是使用物理方法在材料表面划出微小的管道。这些管路的直径大概600-700微米。在二维平面上，这种方法是非常有效的，但是想用这种方法制造出三维管网是基本不可能的。

### 微囊修复
这个方法与空心管路方法是类似的。单体被包裹在胶囊中并埋入热固性塑料里。当裂缝遇到胶囊时，胶囊破裂，单体将流出并修复裂缝。

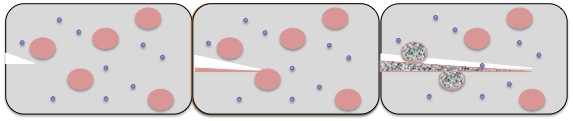
关于胶囊修复机制的描述. 粉红色圆圈代表单体胶囊，紫色小点代表催化剂。

一种制造复合修复材料的方法是用未封端的高分子链或者活性高分子链来制造。假如制造的胶囊的壁过于厚，那么当裂缝来到时它们也许不会裂开。但如果太薄就会过早的裂开。
为了使这个过程能在室温时发生，同时为了使反应停留在单体反应级别，催化剂也会一同包埋在热固性材料中。催化剂能有效降低能垒并且是反应不需要额外的热量就可以进行。这种胶囊（经常由蜡制成）包裹的单体经常和催化剂单独包装。直到裂缝催化反应的进行。当然，设计这种材料会遇到很多的困难。首先，催化剂的活性必须能够在胶囊中保持。其次，单体的流动必须以一个足够的速度（这要求足够低的粘度）使得它能覆盖整个裂缝，否则就无法完全修复整个材料。最后，催化剂必须迅速完全的溶解在单体氛围中，只有这样才能保证裂缝不会进一步扩大。

这个过程可以由双环戊二烯(DCPD)和格拉布催化剂（苯亚甲基·二氯·双(三环己基膦)合钌）.将DCPD和格拉布催化剂同时包入一个环氧树脂中。

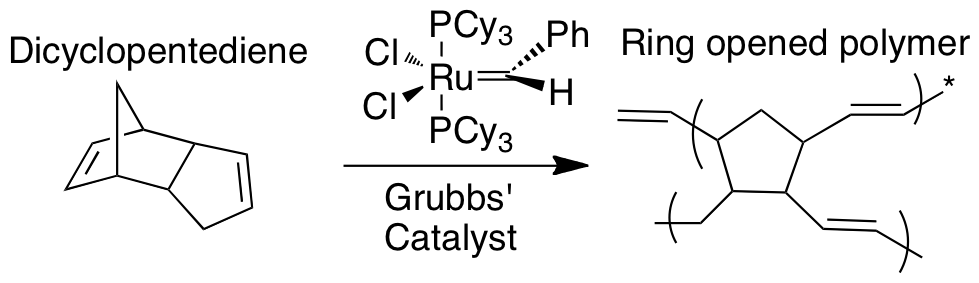
图示六. DCPD的通过格拉布催化剂进行ROMP反应

单体本身是不能反应和聚合的。当裂缝碰触到含有DCPD和催化剂的胶囊时，单体就会和催化剂一同释放出来，进行开环聚合反应（ring opening metathesis polymerization），这个反应是两个双键的断裂和一个新键的生成。催化剂有效降低了反应的能垒。反应能在室温条件下发生。
这个反应使得环氧化合物能恢复它原来67%的力学性能。格拉布催化剂对于这个体系来说是个不错的选择，因为它对空气和水都不敏感。因此，可以在材料中稳定保存。使用活性催化剂是保证自修复反应的一个关键。

这个方法主要的缺点就是其高昂的价格。催化剂用得越多，自修复效果就越好。但是，钌是种非常昂贵的金属。这也限制了它的商业应用价值。
除此之外，虽然DCPD 是一种良好的修复剂，具有价格低廉、易于胶囊化、与Grubbs催化剂作用反应速度快，自修复效率高等优点。然而，DCPD 同时也有刺激性气味大、有毒的问题。

### 碳纳米管网络
通过将线性聚合物溶解在固态的三维环氧树脂基体中，以使它们彼此混溶，其中的线性聚合物在一定温度下是可移动的.当碳纳米管与环氧树脂材料结合后，外加一个直流电场，在传感曲线会有着一个显着的转变表示聚合物被永久性损坏，从而'感应'到一条缝。当碳纳米管的检测到结构内的裂缝， 通过热传输加热母体，这样的线性聚合物可以在环氧基体中扩散，并填充裂缝。继而，材料愈合

## 引用
1. ↑   Caruso, M.; Davis, Douglas A.; Shen, Qilong; Odom, Susan A.; Sottos, Nancy R.; White, Scott R.; Moore, Jeffrey S. (2009). "Mechanically-Induced Chemical Changes in Polymeric Materials". Chem. Rev. 109 (11): 5755–5758. doi:10.1021/cr9001353.
2. ↑  Caruso, M.; Davis, Douglas A.; Shen, Qilong; Odom, Susan A.; Sottos, Nancy R.; White, Scott R.; Moore, Jeffrey S. (2009). "Mechanically-Induced Chemical Changes in Polymeric Materials". Chem. Rev. 109 (11): 5755–5758.
3. ↑  Bergman, S.D.; Wudl, F. (2008). "Mendable Polymers". Journal of Materials Chemistry 18: 41–62
4. ↑  Armstrong, G.; Buggy, M. (2005). "Hydrogen-bonded supramolecules polymers: A literature review". Journal of Materials Science 40 (3): 547. Bibcode:2005JMatS..40..547A. doi:10.1007/s10853-005-6288-7.
5. ↑  Bergman, S.D.; Wudl, F. (2008). "Mendable Polymers". Journal of Materials Chemistry 18: 41–62. doi:10.1039/b713953p.
6. ↑  Chujo, Y.; Sada, K.; Saegusa, T. (1990). "Reversible Gelation of Polyoxazoline by Means of Diels-Alder Reaction". Macromolecules 23 (10): 2636–2641.
7. ↑   Schiraldi, D.A; Liotta, Charles L.; Collard, David M.; Schiraldi, David A. (1999). "Cross-Linking and Modification of Poly(ethylene terephthalate-co-2,6-anthracenedicarboxylate) by Diels−Alder Reactions with Maleimides". Macromolecules 32 (18): 5786–5792
8. ↑  Wudl, F.; Dam, MA; Ono, K; Mal, A; Shen, H; Nutt, SR; Sheran, K; Wudl, F (2002). "A Thermally Re-mendable Cross-Linked Polymeric Material". Science 295 (5560): 1698–1702
9. ↑  Saegusa, T.; Sada, Kazuki; Naka, Akio; Nomura, Ryoji; Saegusa, Takeo (1993). "Synthesis and redox gelation of disulfide-modified polyoxazoline". Macromolecules 26 (5): 883–887.
10. ↑  Blaiszik, B.J.; Kramer, S.L.B.; Olugebefola, S.C.; Moore, J.S.; Sottos, N.R.; White, S.R. (2010). "Self-Healing Polymers and Composites". Annual Review of Materials Research 40 (1): 179–211.
11. 1 2  Pang, J. W. C.; Bond, I. P. (2005). "A Hollow Fibre Reinforced Polymer Composite Encompassing Self-Healing and Enhanced Damage Visibility". Composite Science and Technology 65 (11–12): 1791–1799.
12. 1 2 3  Olugebefola, S. C.; Aragon, A. M.; Hansen, C. J.; Hamilton, A. R.; Kozola, B. D.; Wu, W.; Geubelle, P. H.; Lewis, J. A. et al. (2010). "Polymer Microvascular Network Composites". Journal of Composite Materials 44 (22): 2587–2603.
13. ↑  Williams, H R; Trask, R S; Bond, I P (2007). "Self-healing composite sandwich structures". Smart Materials and Structures 16 (4): 1198–1207.
14. ↑  White, S.R.; N. R. Sottos, P. H. Geubelle, J. S. Moore, M. R. Kessler, S. R. Sriram, E. N. Brown & S. Viswanathan (2001-02-15). "Autonomic healing of polymer composites". Nature (PDF) 409 (6822): 794–797
15. ↑  White, S. R.; Delafuente, David A.; Ho, Victor; Sottos, Nancy R.; Moore, Jeffrey S.; White, Scott R. (2007). "Solvent-Promoted Self-Healing in Epoxy Materials". Macromolecules 40 (25): 8830–8832.
16. ↑  Grubbs, R.; Tumas, W (1989). "Polymerization and Organotransition Metal Chemistry". Science 243 (4893): 907–915.
17. ↑  Hayes, S.A.; Jones, F.R.; Marshiya, K.; Zhang, W. (2007). "A self-healing thermosetting composite material". Composites Part A: Applied Science and Manufacturing 38 (4): 1116–1120. doi:10.1016/j.compositesa.2006.06.008. ISSN 1359835X.
18. ↑  Thostenson, E. T.; Chou, T.-W. (2006). "Carbon Nanotube Networks: Sensing of Distributed Strain and Damage for Life Prediction and Self Healing". Advanced Materials 18 (21): 2837–2841. doi:10.1002/adma.200600977. ISSN 09359648.